# Дхармапури
Дхармапу́ри (англ. Dharmapuri) — город в индийском штате Тамилнад. Административный центр округа Дхармапури.

## География
Расположен в 65 км от Салема. Средняя высота над уровнем моря — 467 метров. 

## Демография
По данным всеиндийской переписи 2001 года, в городе проживало 64 444 человека, из которых мужчины составляли 51 %, женщины — соответственно 49 %. Уровень грамотности взрослого населения составлял 74 % (при общеиндийском показателе 59,5 %). Уровень грамотности среди мужчин составлял 79 %, среди женщин — 68 %. 11 % населения было моложе 6 лет.